# Les Nouveaux Riches
Les Nouveaux Riches is een single van 10cc. Het is afkomstig van hun album Ten out of 10.
Het nummer ging over de toenmalige nieuwe rijken. Ze kwamen spierwit naar de badplaatsen om bij te kleuren, maar omdat ze nooit in de zon hadden gezeten verbrandden ze direct (from lily white to raspberry). Ook waren ze nog niet gewend hoe om te gaan met andere lieden, die het nu juist voorzien hadden op die nieuwe rijken. Hadden ze eenmaal de moed om iemand aan de haak te slaan, moesten ze alweer terug naar huis.
B-kant was I Hate to Eat Alone van het album Look Hear?.

## Musici
- Eric Stewart – zang, achtergrondzang, gitaar, synthesizer, percussie
- Graham Gouldman – basgitaar, achtergrondzang, slaggitaar
- Paul Burgess – slagwerk

De single was weinig succesvol.
Graham Gouldman · Eric Stewart · Kevin Godley · Lol Creme

Paul Burgess · Rick Fenn · Stuart Tosh · Duncan Mackay · Tony O'Malley